# قشدة طازجة

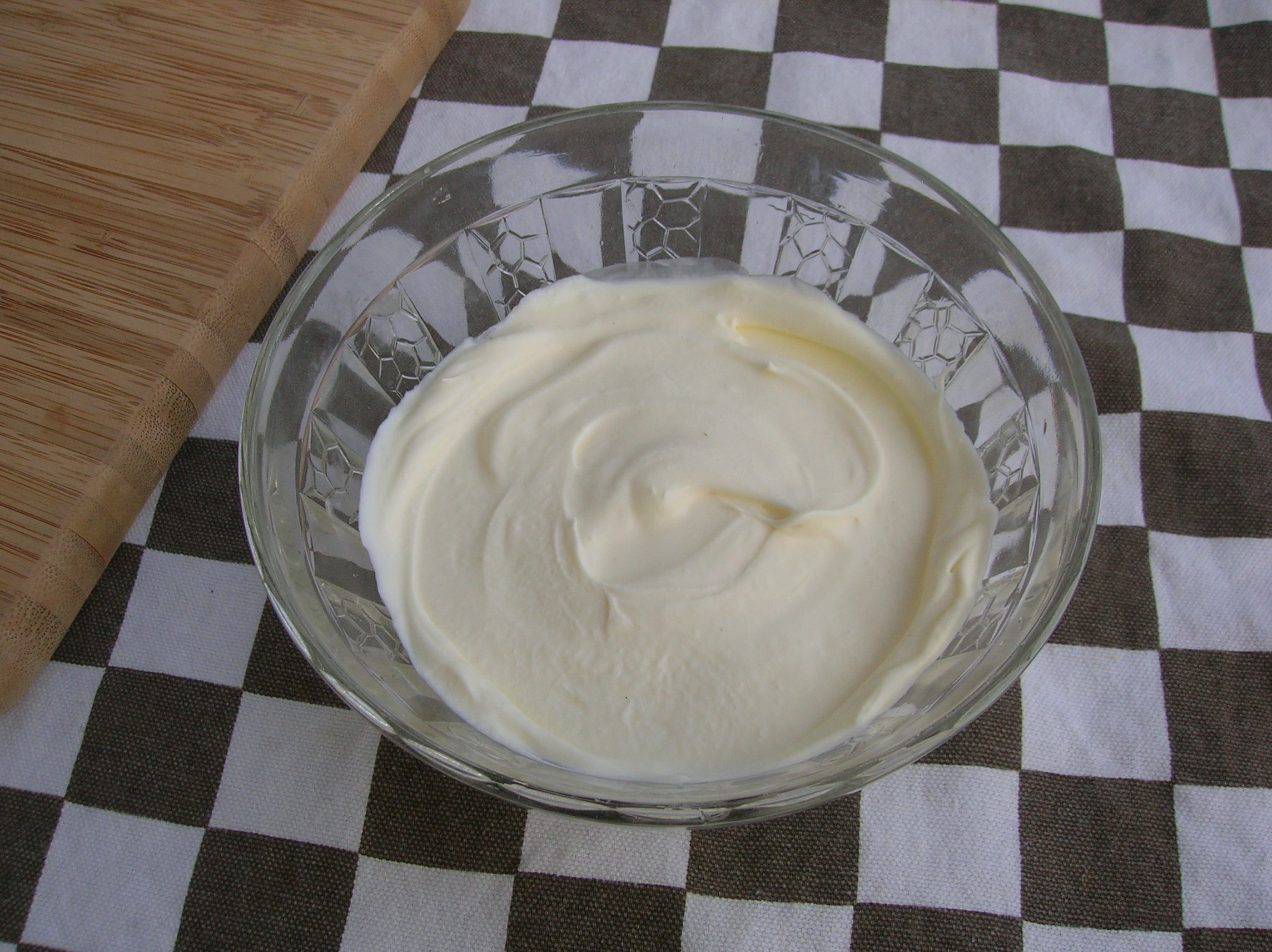
صحن قشدة طازجة

القشدة الطازجة أو (نقحرة: كريم فريش) منتج ألبان وهو قشدة حامضة تحتوي على 10-45٪ دسم زبدة ذو درجة حموضة 4.5 تقريبًا.  تُحمَّض ببعض الجراثيم. تحدد لوائح الملصقات الأوروبية أن المكونين يجب أن يكون قشدة وزرع حيوي لبعض الجراثيم. يُقدّم فوق الفاكهة والمخبوزات ويُضاف إلى الحساء والصلصات ويُضاف في مجموعة متنوعة من الوصفات الأخرى. القشدة الحامضة مادة غذائية مماثلة باستثناء أن القشدة الطازجة أقل تعكرًا وتحتوي على نسبة عالية من الدهون.

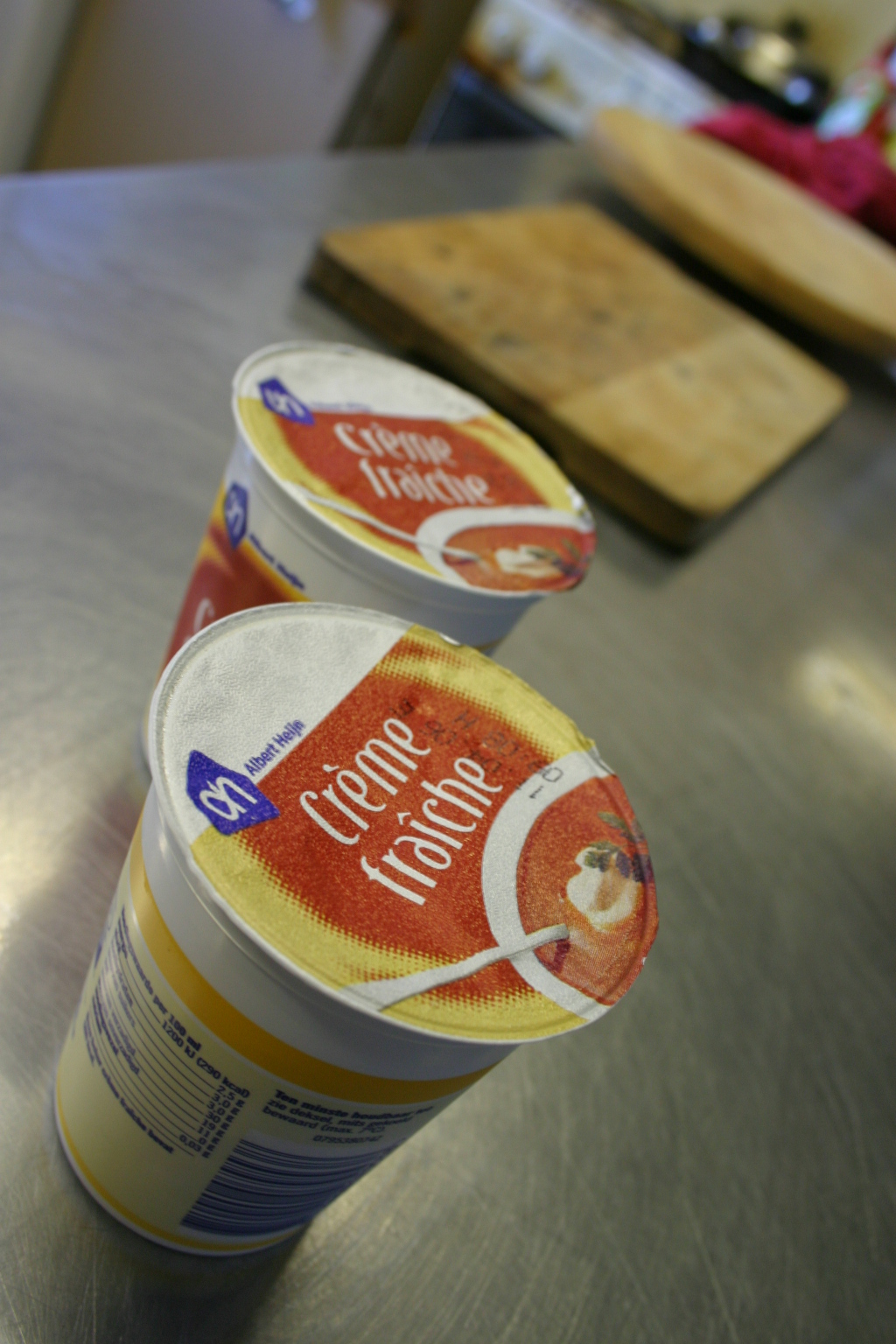
علب قشدة طازجة

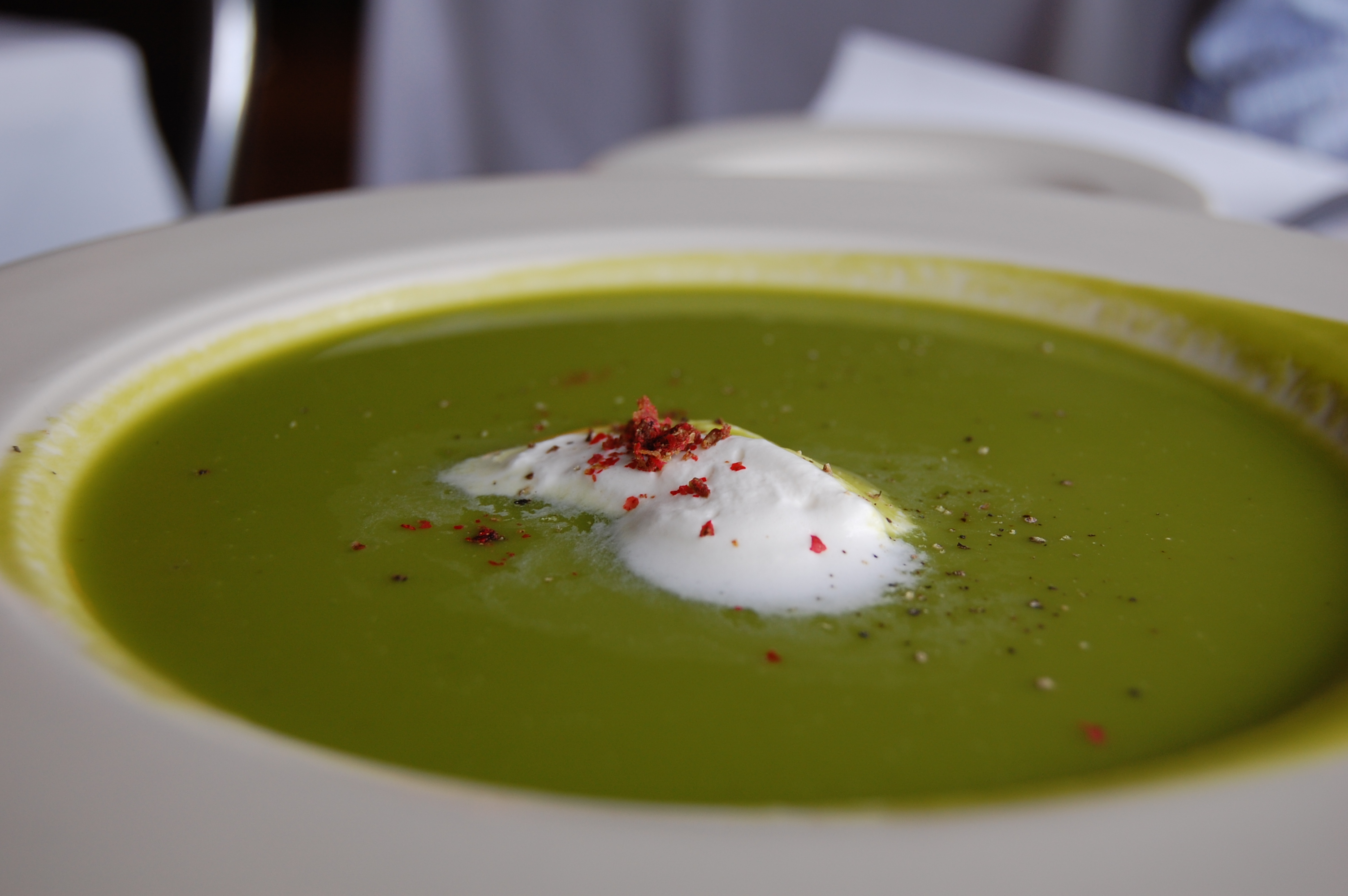
شوربة الهليون المبردة فوقها قشدة طازجة والفِلفِل الوردي

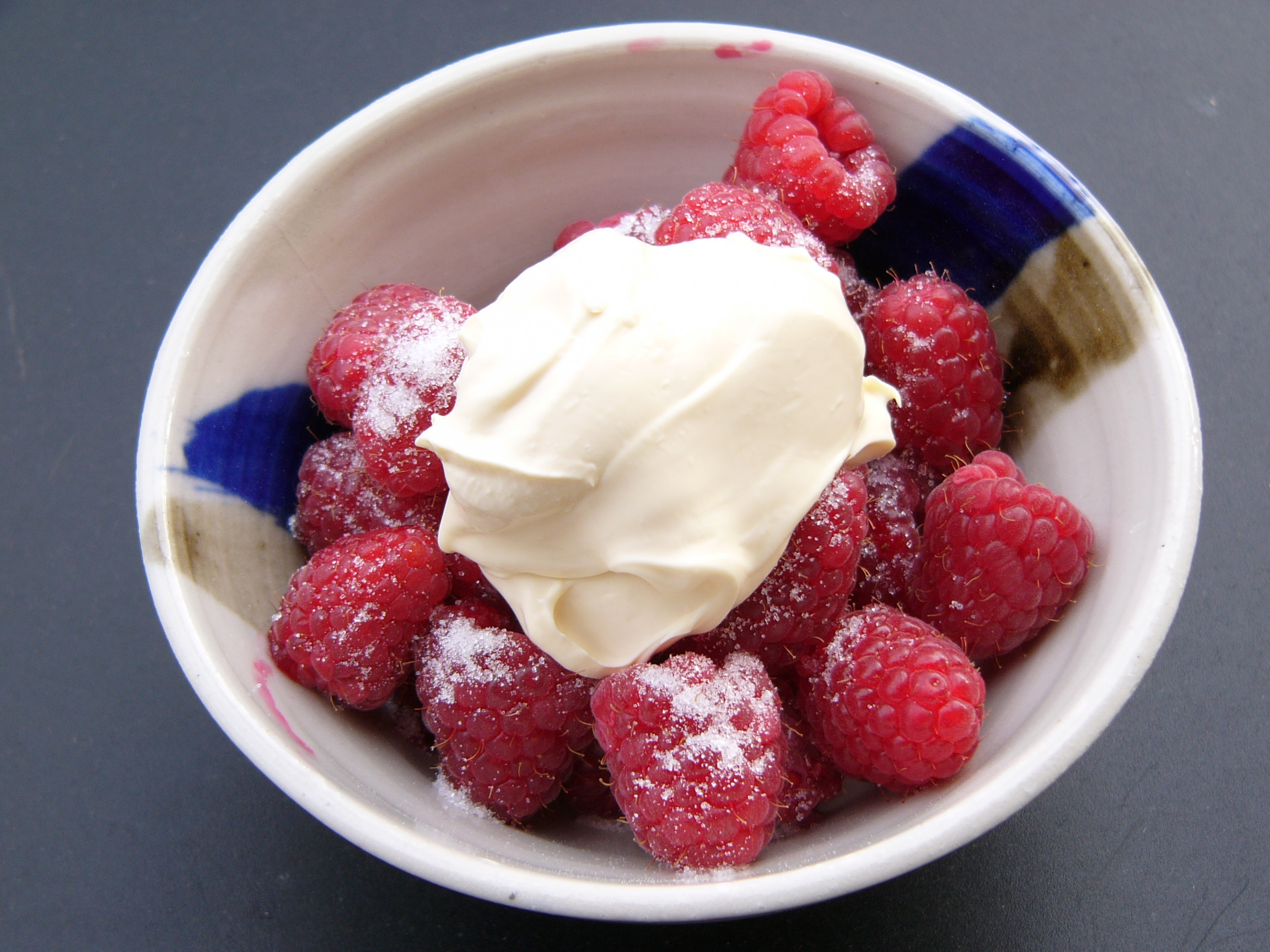
عليق أحمر فوقه القشدة الطازجة والسكر

## نظر أيضًا
- قشدة
- مقشدة
- قشدية
- جبنة قشدية
- سميتانة